# 八宝树属
八宝树属（学名：Duabanga）是千屈菜科下的一个属，为大乔木植物。该属共有3种，分布于印度至马来西亚。